# Новый Кетриш
Новый Кетриш (рум. Chetrișul Nou, Кетришул-Ноу) — село в Фалештском районе Молдавии. Входит в состав коммуны Кэлинешть.

## География
Село расположено на высоте 113 метров над уровнем моря.

## Население
Данных о численности населения села Кетришул-Ноу в переписи населения 2004 года не содержится. В 2014 году стало известно, что в селе остался проживать один человек. По данным 2015 года, село осталось без людей.